# Siltasairaala
L'hôpital-pont (finnois : Siltasairaala) est un hôpital du HUCH situé dans le quartier Meilahti à Helsinki en Finlande.

## Description
L'hôpital remplacera l'hôpital de Töölö et une partie de la clinique du cancer à partir de 2023,. 
Le bâtiment aura une superficie de 71 500 m2 et un volume de 360 000 m3.
Il comptera 215 lits d'hôpitaux, 58 unités de soins intensifs, 69 places en hôpital de jour, et 16 blocs opératoires.
Le nouveau bâtiment hospitalier, tant sur le plan des opérations que des installations, sera relié à la tour hospitalière de Meilahti et à l'hôpital triangulaire de Meilahti, ainsi qu'aux parties de la clinique du cancer qui continueront d'être utilisées. 
L'ensemble formera une entité fonctionnelle cohérente.

## Gestion du projet
Le calendrier serré de quatre ans est permis sur le fait que l'approche choisie permet une conception et une construction simultanées. 
De plus, l'hôpital est bâti bloc par bloc, ce qui permet de commencer l'installation des équipements et du mobilier avant que l'ensemble du bâtiment ne soit terminé.
Le projet met en œuvre l'approche Obeya (la grande salle), qui consistant à regrouper les concepteurs, le client, les utilisateurs et les entrepreneurs afin de mettre à jour en collaboration dans un même lieu toutes les informations utiles du projet.